# ジョニー・エンジェル
「ジョニー・エンジェル」（Johnny Angel）は、シェリー・フェブレーが1962年に発表したデビュー・シングル。

## 概要
作詞作曲はリン・ダディとリー・ポックリス。ローリー・ロマンとジョージア・リーがそれぞれ1960年に発表していた楽曲を、1962年2月にシェリー・フェブレーがカバーした。フェブレーは3歳から子役を開始し、テレビドラマ『うちのママは世界一』の長女役などで知られる女優であったが、本作品を機に歌手業にも進出した。シングルのB面は「お星さま教えてね（Where's It Gonna Get Me）」。ダーレン・ラヴと彼女のグループのブロッサムズがバッキング・ボーカルを担当している。
発売された年の4月7日から4月14日にかけてビルボード・Hot 100で2週連続1位を記録した。またキャッシュボックスでも1位を記録し、ゴールドディスクに輝いた。また、カナダとニュージーランドでも1位を記録した。
同年6月発売のアルバム『Shelley!』に収録された。なお同アルバムは2014年9月、『Shelley! / ジョニー・エンジェル』という邦題で日本で初CD化された。

## その他のバージョン
- 森山加代子 - 1962年7月のシングル「五ひきの仔ブタとチャールストン」のB面。
- ザ・ピーナッツ - 1962年9月のシングル。
- カーペンターズ - 1973年のアルバム『ナウ・アンド・ゼン』にメドレーで収録。また、1975年発売の『ライヴ・イン・ジャパン』にも同じくメドレーで収録。
- アン・ルイス - 1982年のアルバム『Cheek II』に収録。
- Mi-Ke - 1993年のアルバム『甦る60's 涙のバケーション』に収録。
- 竹内まりや - 2003年のアルバム『Longtime Favorites』に収録。同年、ホンダ・ライフのCMソングとして使用された。